# Гельберг
Гельберг (нем. Gehlberg) — община в Германии, в земле Тюрингия. 
Входит в состав района Ильм. Подчиняется управлению Оберес Гераталь.  Население составляет 652 человека (на 31 декабря 2010 года). Занимает площадь 20,44 км².

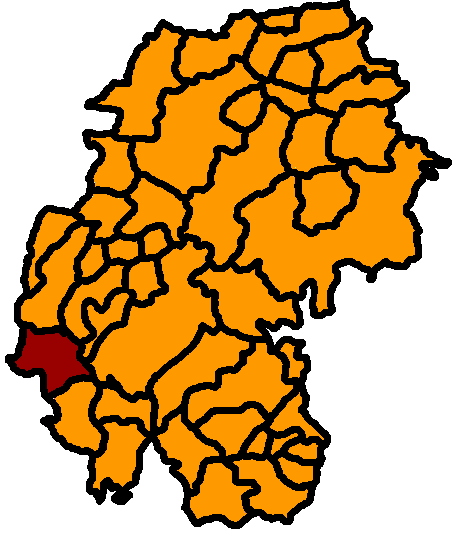
Гельберг

## Города-побратимы
- Бройна, Германия